# بارثينوبي

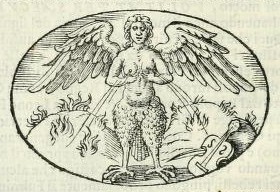
رسم تخيلي لبارثينوبي.

بارثينوبي (باليونانية: Παρθενόπη)‏ هي واحدة من السيرانات في الأساطير الإغريقية.
ووفق تلك الأساطير تكون بارثينوبي ابنة أخيل وملهمته تيربسيكوري.